# Kalevi Tamminen
Kalevi Reino Tamminen, född 5 april 1928 i S:t Marie, död 29 augusti 2018, var en finländsk teolog.
Tamminen blev teologie och filosofie doktor 1967. Han prästvigdes 1952 och var därefter bland annat 1955–1963 sekreterare vid kyrkans central för uppfostringsfrågor samt 1963–1968 assistent vid Helsingfors universitet, där han 1970–1991 var professor i praktisk teologi, särskilt religionspedagogik. Hans undersökningar av barns och ungas religiösa och etiska utveckling har resulterat bland annat i verket Religious development in childhood and youth (1991, tysk översättning Religiöse Entwicklung in Kindheit und Jugend, 1993). År 1982 utnämndes han till ledamot av Finska Vetenskapsakademien.

## Utmärkelser
- Kommendörstecknet av Finlands Lejons orden,  1990[2]

[Redigera Wikidata]